# Heterossexismo
Heterossexismo é um sistema de atitudes, preconceitos e discriminação em favor da heterossexualidade e dos relacionamentos heterossexuais.
Embora o heterossexismo seja definido principalmente como discriminação ou preconceito anti-gay que é "Cometido por pessoas heterossexuais" pessoas de qualquer orientação sexual podem ter atitudes heterossexistas e se portar como defensores do mesmo.
Stephen Morin, em 1977, usa o termo "heterossexismo" para definir "crenças e atitudes que não atribuem o mesmo valor aos estilos de vida entre pessoas do mesmo sexo e entre pessoas de sexos diferentes. De uma forma geral, o termo é utilizado para referenciar o sistema ideológico que nega, denigre e estigmatiza qualquer forma de comportamento, identidade, relacionamento ou comunidade não heterossexual".
O heterossexismo como discriminação classifica gays, lésbicas, bissexuais e outras minorias sexuais como cidadãos de segunda classe em relação a diversos direitos legais e civis, oportunidades econômicas e igualdade social em muitas jurisdições e sociedades do mundo. Frequentemente está relacionado à homofobia.

## Histórico
O termo e conceitos de heterossexismo foram cunhados pelo ativista gay histórico Craig Rodwell em 1971, sendo essa a primeira vez que a opressão histórica contra homossexuais foi posta de forma sistemática e estruturada.

### Etimologia e uso
Embora alguns erroneamente deduzam que o termo heterossexismo seja frequentemente explicado como uma cunhagem baseada no sexismo, a derivação de seu significado aponta para a etimologia de (1.) heterossex(ual) + -ismo. Termos semelhantes incluem "heterocentrismo" e "heterossexualismo"
Outros termos históricos cunhados posteriormente tendo como base o conceito de heterossexismo são heteronormatividade, homofobia institucionalizada e homofobia de Estado. Apesar disso, nem sempre esses termos serão sinônimos de heterossexismo.

### Diferença entre heterossexismo e homofobia
Homofobia seria uma forma de heterossexismo, que pode se referir-se tanto ao "medo ou antipatia irracional em relação aos homossexuais e à homossexualidade" quanto ao "comportamento de ódio baseado em tal sentimento".
Heterossexismo, no entanto, denota de forma mais ampla o "sistema de pensamento, comportamento ideológico e institucional que torna e impõe a heterossexualidade e os relacionamentos heterossexuais como a única norma a ser rigidamente seguida para as práticas sexuais". Como um viés que favorece os heterossexuais e a heterossexualidade, o heterossexismo tem sido descrito como "codificado e característico das principais instituições sociais, culturais e econômicas de nossa sociedade"
O professor de psicologia Gregory M. Herek afirma que "[o heterossexismo] opera por meio de um processo duplo de invisibilidade e ataque. A homossexualidade geralmente permanece culturalmente e sistematicamente invisível; quando pessoas que se envolvem em comportamento homossexual ou que são identificadas como homossexuais se tornam visíveis, elas estão sujeitas a ataques pela sociedade."

## Conjunto de crenças e atitudes

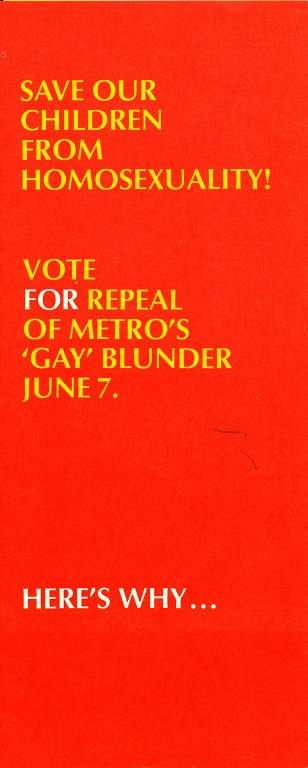
Brochura utilizada pela Save Our Children da cantora e ativista homofóbica Anita Bryant em 1977

### Nível individual e de grupo
O heterossexismo enquanto conjunto de crenças  assenta num princípio de que a homossexualidade e a bissexualidade não são reconhecidas como sexualidades e, como tal, constituem doenças ou comportamentos desviantes. Dentro de uma ideologia ou mentalidade heterossexista, o conceito de orientação sexual é rejeitado ou considerado irrelevante. Um conjunto de visões heterossexistas em uma sociedade podem ser divididas em alguns tópicos como:
- As pessoas não heterossexuais devem manter as suas orientações sexuais privadas (ou seja, devem permanecer "no armário").[18] p. 15
- A ideia de que os homens gays não são homens "reais" ou lésbicas não são mulheres "reais" devido à visão socialmente difundida de que as atrações ou atividades heterossexuais são a "norma" e, portanto, superiores[19]
- "Deus criou Adão e Eva, e não Adão e Ivo" e demais noções culturais essencialistas semelhantes de que masculinidade e feminilidade são exclusivamente complementares; A heterossexualidade é a única coisa natural, boa e correta[20] p. 18
- A ideia de que (nas palavras de Anita Bryant durante a sua campanha Save Our Children): "Os homossexuais não podem reproduzir crianças biologicamente; por isso, devem recrutar as nossas crianças".
- O estilo de vida homossexuais não gera filhos, o que os torna uma ameaça para a sobrevivência da raça humana (natalismo).
- A homossexualidade é uma ameaça social e se não for erradicada, levará à desintegração social e ao colapso da sociedade.
- Os homossexuais podem ser convertidos à heterossexualidade

### Nível institucional
Para além de abranger atitudes mantidas por um indivíduo ou por um grupo social, o heterossexismo pode também existir como expressão de atitudes dentro de uma instituição. Como resultado, as escolas, os hospitais e as instituições correcionais podem funcionar como montras de atitudes heterossexistas de várias formas. Em primeiro lugar, as escolas podem implementar estas atitudes e ideias através de ações disciplinares desiguais e inconsistentes. Um exemplo disto é impor punições mais severas a um casal do mesmo sexo que viole as regras básicas da escola, ao mesmo tempo que permite que um casal heterossexual receba uma medida disciplinar mais leve por uma violação igual ou idêntica. Além disso, os hospitais podem limitar as visitas dos pacientes e excluir os parceiros do mesmo sexo.
O heterossexismo afeta a família de diversas formas. Por exemplo, em muitos países do mundo, o casamento entre pessoas do mesmo sexo não é permitido e outros sequer reconhecem casais homossexuais. Muitos países também negam direitos e benefícios a casais do mesmo sexo, incluindo direitos de custódia e adoção de crianças, benefícios da Segurança Social, procuração automática e duradoura e direitos conjugais em hospitais.